# Emebet Shiferaw
Emebet Shiferaw (* 13. März 1973) ist eine ehemalige äthiopische Leichtathletin, die sich auf den Mittelstreckenlauf spezialisiert hat. Bei den Afrikameisterschaften 1989 in Lagos gewann sie jeweils die Bronzemedaille über 800 und 1500 Meter.

## Sportliche Laufbahn
Erste Erfahrungen bei internationalen Meisterschaften sammelte Emebet Shiferaw vermutlich im Jahr 1989, als sie bei den Afrikameisterschaften in Lagos in 2:09,3 min die Bronzemedaille im 800-Meter-Lauf hinter der Algerierin Hassiba Boulmerka und ihrer Landsfrau Zewde Hailemariam gewann und sich über 1500 Meter in 4:20,81 min ebenfalls die Bronzemedaille hinter der Algerierin Boulmerka und Hellen Kimaiyo Kipkoskei aus Kenia. Im Jahr darauf schied sie bei den Juniorenweltmeisterschaften in Plowdiw mit 2:16,02 min und 4:31,00 min jeweils in der ersten Runde über 800 und 1500 Meter aus und bei den Crosslauf-Weltmeisterschaften 1991 in Antwerpen wurde sie in 14:45 min Zehnte im Juniorinnenrennen und gewann in der Teamwertung die Silbermedaille. Im Jahr darauf erreichte sie bei den Crosslauf-Weltmeisterschaften in Boston nach 14:06 min den elften Platz im U20-Rennen und sicherte sich in der Teamwertung die Goldmedaille. Im September belegte sie bei den Juniorenweltmeisterschaften in Seoul in 9:00,05 min den sechsten Platz im 3000-Meter-Lauf. Daraufhin absolvierte sie ein Studium an der University of Southern California in den Vereinigten Staaten, trat aber nicht mehr international in Erscheinung.
1992 wurde Shiferaw äthiopische Meisterin im 3000-Meter-Lauf.